# Étrochey
Étrochey ist eine französische Gemeinde mit 207 Einwohnern (Stand 1. Januar 2022) im Département Côte-d’Or in der Region Bourgogne-Franche-Comté. Sie gehört zum Kanton Châtillon-sur-Seine und zum Arrondissement Montbard. 
Sie grenzt im Nordwesten an Pothières, im Nordosten an Vix, im Osten an Montliot-et-Courcelles, im Südosten an Sainte-Colombe-sur-Seine, im Südwesten an Cérilly und im Westen an Bouix.

## Bevölkerungsentwicklung
| Jahr                       | 1962 | 1968 | 1975 | 1982 | 1990 | 1999 | 2008 | 2015 |
| -------------------------- | ---- | ---- | ---- | ---- | ---- | ---- | ---- | ---- |
| Einwohner                  | 201  | 178  | 189  | 189  | 229  | 221  | 236  | 223  |
| Quellen: Cassini und INSEE |      |      |      |      |      |      |      |      |